# Brynseng (metrostation)
Brynseng is een metrostation in de Noorse hoofdstad Oslo. Het station werd geopend op 22 mei 1966 en wordt bediend door de lijnen 1 2 3 4 van de metro van Oslo.